# Montrose (Minnesota)
Montrose è una città degli Stati Uniti d'America, situata in Minnesota, nella contea di Wright.